# Lernagyugh
Lernagyugh (en arménien Լեռնագյուղ) est une communauté rurale du marz de Shirak en Arménie. En 2008, elle compte 30 habitants.